# 스타디온 페예노르트
스타디온 페예노르트(Stadion Feijenoord)는 네덜란드의 축구경기장이다. 더 카위프(De Kuip)이라는 별명으로도 유명하다. 에레디비시에 참가하고 있는 네덜란드 프로축구 클럽인 페예노르트의 홈 구장이다. 또한 유로 2000 대회와 UEFA컵 결승 등 많은 국제 대회를 치른 경험이 있는 경기장이다. 경기장의 원래 수용 인원은 64,000명이었는데, 1949년에는 총 수용 가능 인원이 69,000명으로 확장되었고 이후 1994년에는 51,117석으로 개조되었다.

## 시설
소형 경기장인 탑스포르센트럼 로테르담이 있다. 이 경기장에서는 다양한 스포츠 경기를 개최할 수 있다.

## 콘서트
이 경기장은 1978년부터 콘서트를 개최했다. 대표적 공연자로는 밥 딜런과 에릭 클랩튼 등이 있었다. 데이비드 보위는 드레스 리허설을 개최하였고, 1988년 마이클 잭슨도 1988년, 1992년 등 여러번 공연하였었다. 

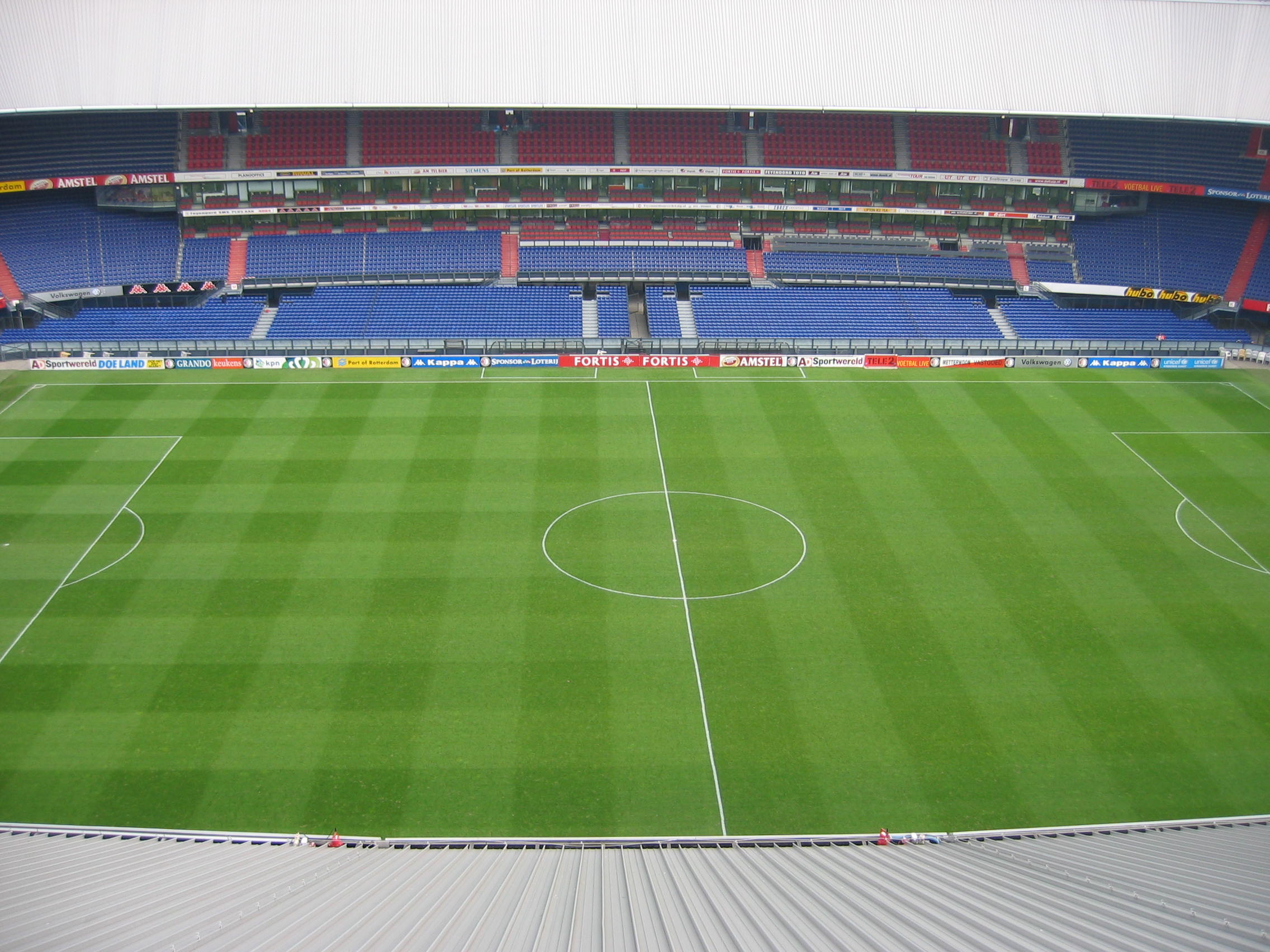
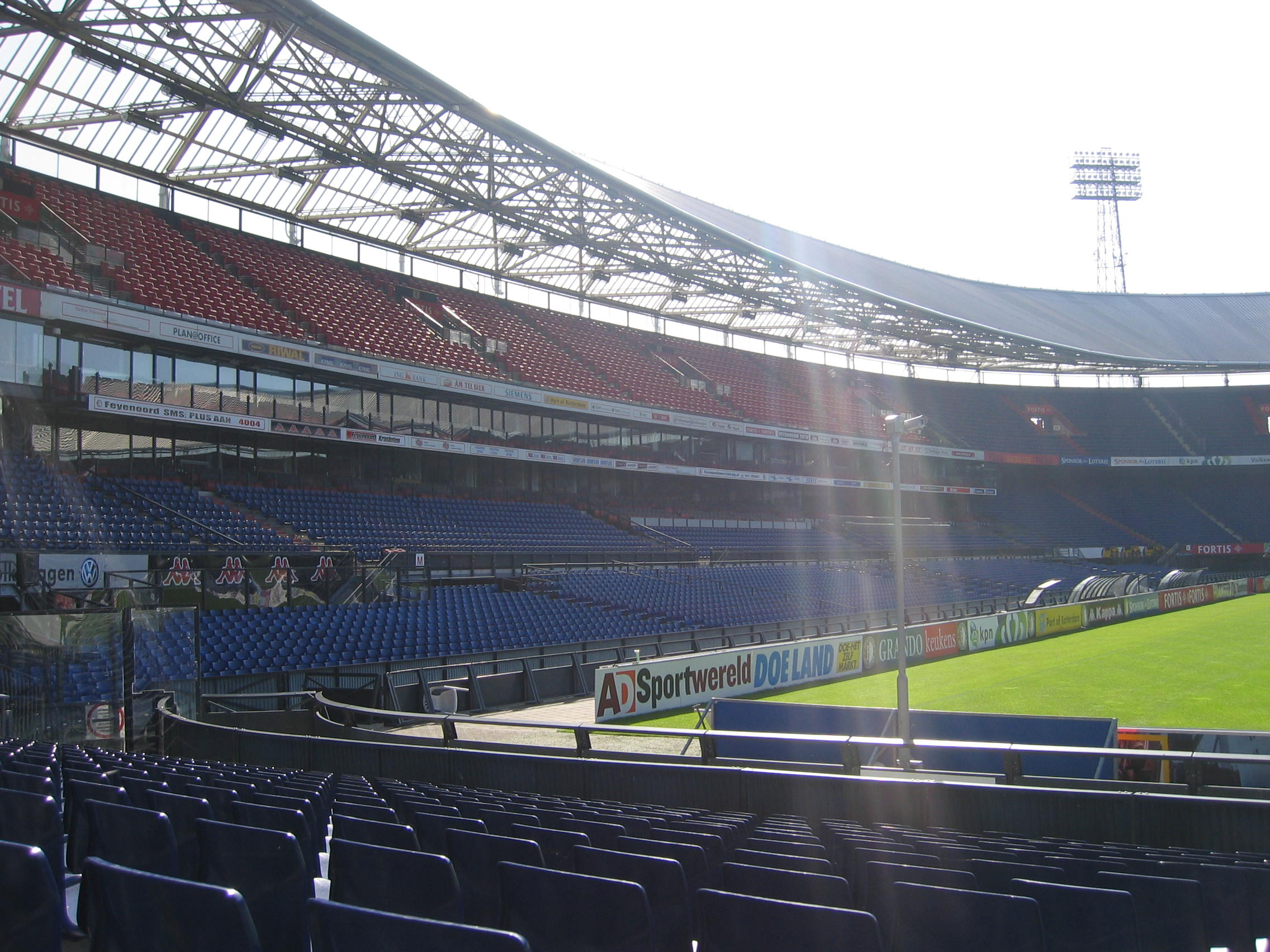
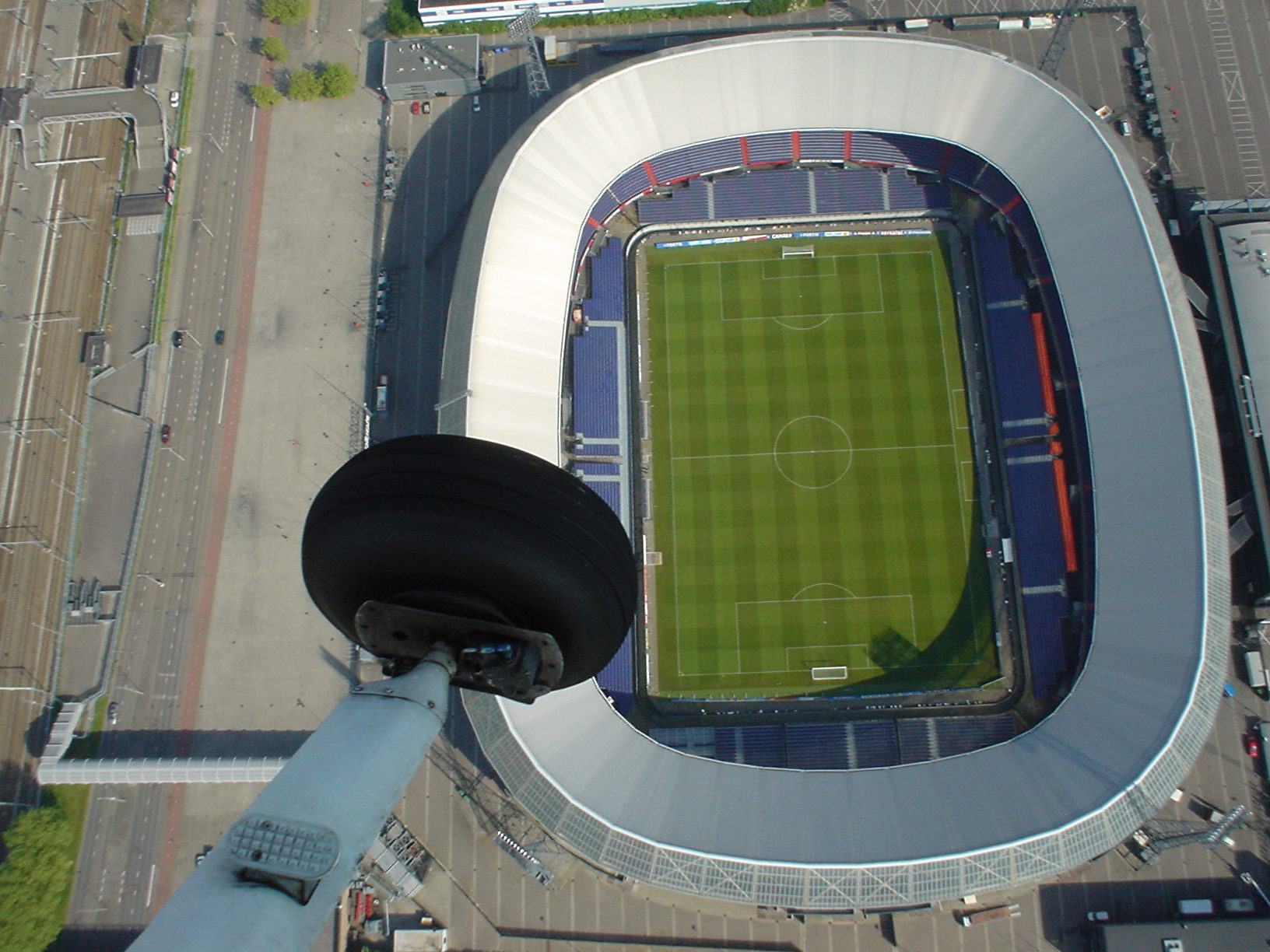
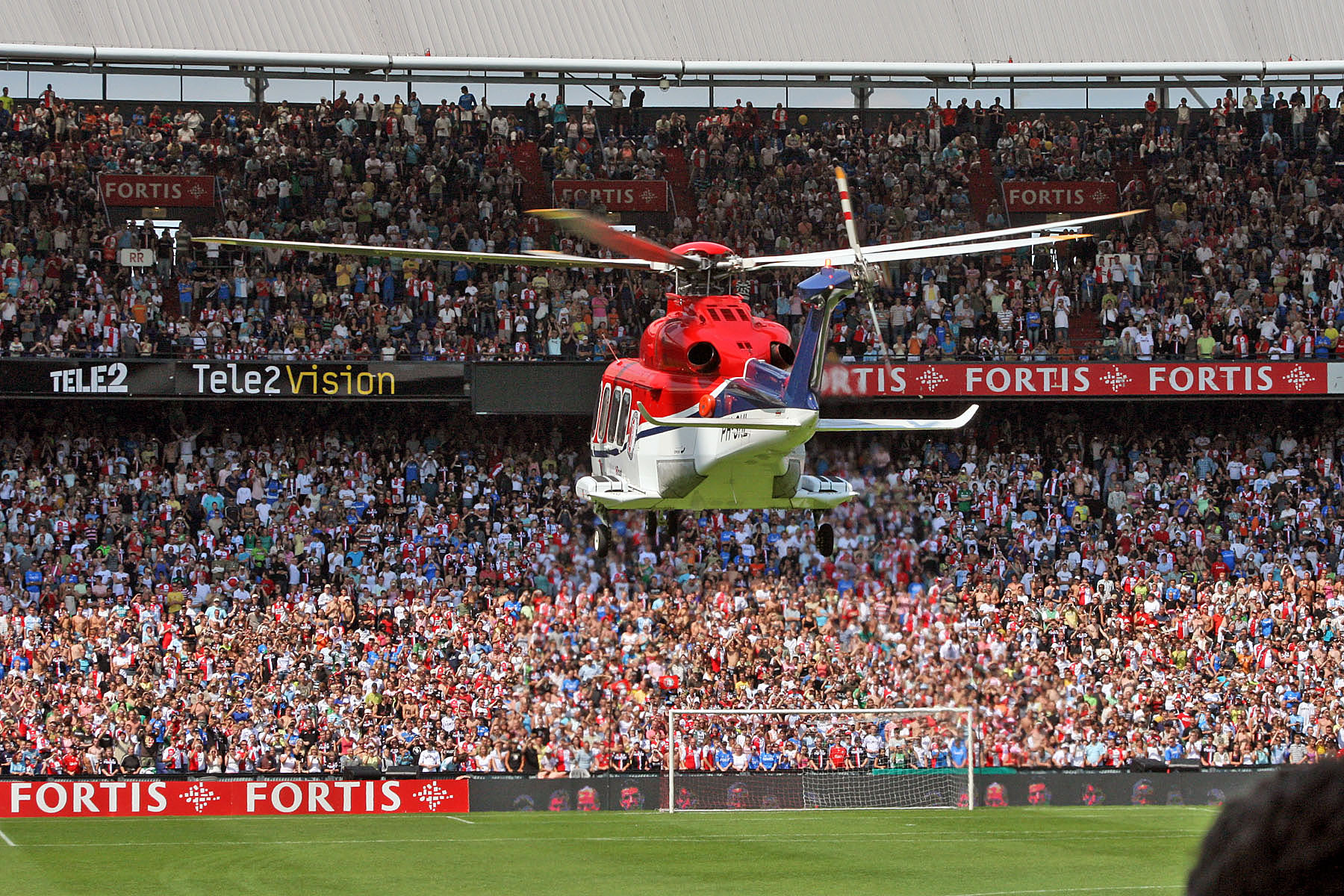

## 기록

### 1970년 인터콘티넨털컵
| 날짜           | 팀 1                | 스코어 | 팀 2                       | 라운드 |
| -------------- | ------------------- | ------ | -------------------------- | ------ |
| 1970년 9월 9일 | 페예노르트 로테르담 | 1 - 0  | 에스투디안테스 데 라플라타 | 2차전  |

### 2002년 FIFA 월드컵 유럽 지역 예선
| 날짜             | 팀 1     | 스코어 | 팀 2     | 라운드 |
| ---------------- | -------- | ------ | -------- | ------ |
| 2000년 10월 11일 | 네덜란드 | 0 - 2  | 포르투갈 | 2조    |

## 같이 보기
- 유럽 축구 연맹